# Estación de Mouriscas
La Estación Ferroviaria de Mouriscas, también conocida como Estación das Mouriscas, es una plataforma ferroviaria de la Línea de la Beira Baixa, que servía a la parroquia de Mouriscas, en el Ayuntamiento de Abrantes, en Portugal.

## Características

### Descripción física
En enero de 2011, poseía dos vías de circulación, con 472 y 466 metros de longitud; las plataformas tenían 76 y 209 metros de extensión, y presentaban 35 centímetros de altura.

## Historia

### Construcción e inauguración
Esta plataforma se inserta en el tramo entre las Estaciones de Abrantes y Covilhã de la Línea de la Beira Baixa, que comenzó a ser construido a finales de 1885, y entró en explotación el 6 de septiembre de 1891.

### sigloXX
El 7 de marzo de 1934, la Junta Autónoma de Rutas abrió el concurso para la construcción de un ramal de la Ruta Nacional n.º 83-2ª, para esta estación.